# Preliminariile UEFA Europa League 2010-2011
Acest articol arată calificările pentru grupele Europa League 2010-2011 și play-offul.
Toate orele în CEST (UTC+2)

## Datele rundelor și tragererilor la sorți
Toate tragererile la sorți au avut loc la sediul UEFA din Nyon, Elveția.
| Faza         | Runda                 | Data și ora tragererii la sorți | Prima manșă    | Manșa secundă  |
| ------------ | --------------------- | ------------------------------- | -------------- | -------------- |
| Preliminarii | Primul tur preliminar | 21 June 2010, 13:00 CEST        | 1 iulie 2010   | 8 iulie 2010   |
| Preliminarii | Turul doi preliminar  | 21 June 2010, 13:00 CEST        | 15 iulie 2010  | 22 iulie 2010  |
| Preliminarii | Turul trei preliminar | 16 iulie 2010, 13:30 CEST       | 29 iulie 2010  | 5 august 2010  |
| Play-off     | Runda play-off        | 6 august 2010, 13:30 CEST       | 19 august 2010 | 26 august 2010 |

## Echipe
| Legenda culorilor               |
| ------------------------------- |
| Calificată pentru faza grupelor |

| Runda play-off      | Runda play-off |
| Echipa              | Coef.          |
| ------------------- | -------------- |
| Porto               | 76.659         |
| Villarreal          | 70.951         |
| CSKA Moscova        | 66.758         |
| PSV Eindhoven       | 66.309         |
| Fenerbahçe CL       | 54.890         |
| Steaua București    | 47.898         |
| Lille               | 46.748         |
| Bayer Leverkusen    | 40.841         |
| Paris Saint-Germain | 39.748         |
| Celtic CL           | 38.158         |
| Club Brugge         | 36.580         |
| Palermo             | 35.867         |
| Getafe              | 33.951         |
| Manchester City     | 33.371         |
| AEK Atena           | 25.979         |
| Aston Villa         | 25.871         |
| Lokomotiv Moscova   | 25.758         |
| Metalist Kharkiv    | 25.410         |
| Unirea Urziceni CL  | 18.898         |
| Feyenoord           | 16.309         |
| Litex Loveci CL     | 15.900         |
| Napoli              | 14.867         |
| Borussia Dortmund   | 14.841         |
| Dinamo Zagreb CL    | 14.466         |
| BATE CL             | 13.308         |
| Grasshopper         | 12.675         |
| PAOK CL             | 11.479         |
| Vaslui              | 11.398         |
| Lech Poznań CL      | 11.008         |
| Trabzonspor         | 10.390         |
| Tavria Simferopol   | 7.910          |
| Gent CL             | 6.580          |
| Debrecen CL         | 5.350          |
| Dundee United       | 5.158          |
| Omonia CL           | 4.599          |
| AIK CL              | 3.838          |
| Aktobe CL           | 2.399          |
| HJK Helsinki CL     | 2.399          |
| The New Saints CL   | 0.766          |

| A treia rundă de calificare | A treia rundă de calificare |
| Echipa                      | Coef.                       |
| --------------------------- | --------------------------- |
| Liverpool                   | 115.371                     |
| Juventus                    | 59.867                      |
| Sporting CP                 | 57.659                      |
| Stuttgart                   | 52.841                      |
| AZ                          | 48.309                      |
| Galatasaray                 | 43.890                      |
| Maccabi Haifa               | 19.775                      |
| CSKA Sofia                  | 15.400                      |
| Odense                      | 14.970                      |
| Dnipro Dnipropetrovsk       | 14.910                      |
| Steaua Roșie Belgrad        | 13.300                      |
| Aris                        | 12.979                      |
| Timișoara                   | 11.898                      |
| Montpellier                 | 10.748                      |
| Sibir Novosibirsk           | 8.758                       |
| Genk                        | 8.080                       |
| Sturm Graz                  | 6.915                       |
| Hibernian                   | 6.158                       |
| Luzern                      | 5.675                       |
| Nordsjælland                | 5.470                       |
| Slovan Bratislava           | 4.666                       |
| Beroe Stara Zagora          | 4.400                       |
| Viktoria Plzeň              | 4.395                       |
| Jablonec                    | 4.395                       |
| IFK Göteborg                | 3.838                       |
| Apollon                     | 3.599                       |
| Aalesund                    | 3.480                       |
| Hajduk Split                | 3.466                       |
| Inter Turku                 | 2.899                       |
| Jagiellonia Białystok       | 2.508                       |

| Runda a doua de calificare | Runda a doua de calificare |
| Echipa                     | Coef.                      |
| -------------------------- | -------------------------- |
| Olympiacos                 | 54.979                     |
| Beșiktaș                   | 33.890                     |
| Dinamo București           | 28.898                     |
| Levski Sofia               | 25.400                     |
| Austria Viena              | 16.915                     |
| Brøndby                    | 12.970                     |
| Rapid Viena                | 11.915                     |
| APOEL                      | 11.599                     |
| Wisła Kraków               | 8.508                      |
| Karpaty Lvov               | 7.910                      |
| Marítimo                   | 7.659                      |
| Baník Ostrava              | 7.395                      |
| IF Elfsborg                | 7.338                      |
| Utrecht                    | 7.309                      |
| Motherwell                 | 6.158                      |
| Lausanne-Sport             | 5.675                      |
| Cercle Brugge              | 5.580                      |
| Stabæk                     | 4.980                      |
| Ventspils                  | 4.649                      |
| Molde                      | 4.480                      |
| Maccabi Tel Aviv           | 3.775                      |
| Dukla Banská Bystrica      | 3.166                      |
| Honka                      | 2.899                      |
| Maribor                    | 2.891                      |
| Dinamo Minsk               | 2.808                      |
| OFK Belgrad                | 2.800                      |
| Spartak Zlatibor Voda      | 2.800                      |
| Baku                       | 2.599                      |
| Cibalia                    | 2.466                      |
| Sūduva Marijampolė         | 2.183                      |
| WIT Georgia                | 2.149                      |
| Iskra-Stal                 | 1.958                      |
| Sporting Fingal            | 1.908                      |
| Shamrock Rovers            | 1.908                      |
| Vaduz                      | 1.900                      |
| Gorica                     | 1.891                      |
| Borac Banja Luka           | 1.749                      |
| Šiauliai                   | 1.683                      |
| Jelgava                    | 1.649                      |
| Videoton                   | 1.350                      |
| UE Sant Julià              | 1.200                      |
| Breiðablik                 | 1.083                      |
| Teteks                     | 1.066                      |
| Bangor City                | 1.016                      |
| Atyrau                     | 0.899                      |
| Sillamäe Kalev             | 0.874                      |
| Mika                       | 0.849                      |
| Besa Kavajë                | 0.799                      |
| Differdange                | 0.749                      |
| Valletta                   | 0.683                      |
| Budućnost Podgorica        | 0.675                      |
| Víkingur                   | 0.366                      |
| Cliftonville               | 0.324                      |
| Tre Penne                  | 0.150                      |

| Prima rundă de calificare | Prima rundă de calificare |
| Echipa                    | Coef.                     |
| ------------------------- | ------------------------- |
| Anorthosis                | 13.099                    |
| Randers                   | 6.470                     |
| Kalmar FF                 | 5.838                     |
| Bnei Yehuda               | 5.275                     |
| Nitra                     | 3.166                     |
| Rabotnički                | 3.066                     |
| MYPA                      | 2.899                     |
| Gefle                     | 2.838                     |
| Zrinjski                  | 2.749                     |
| Qarabağ                   | 2.599                     |
| Ruch Chorzów              | 2.508                     |
| Šibenik                   | 2.466                     |
| Dnepr Moghilău            | 2.308                     |
| Torpedo Zhodino           | 2.308                     |
| Široki Brijeg             | 2.249                     |
| Skonto                    | 2.149                     |
| Dinamo Tbilisi            | 2.149                     |
| KR Reykjavík              | 2.083                     |
| Dacia                     | 1.958                     |
| Dundalk                   | 1.908                     |
| TPS                       | 1.899                     |
| KF Tirana                 | 1.799                     |
| Tauras Tauragė            | 1.683                     |
| Zestafoni                 | 1.649                     |
| Olimpia                   | 1.458                     |
| Mogren                    | 1.425                     |
| Tobol Kostanay            | 1.399                     |
| Olimpija                  | 1.391                     |
| Flora                     | 1.374                     |
| EB/Streymur               | 1.366                     |
| Győri ETO                 | 1.350                     |
| Zalaegerszeg              | 1.350                     |
| Glentoran                 | 1.324                     |
| F91 Dudelange             | 1.249                     |
| Narva Trans               | 1.124                     |
| Khazar                    | 1.099                     |
| Fylkir                    | 1.083                     |
| Metalurg Skopje           | 1.066                     |
| Shakhter Karaganda        | 0.899                     |
| Banants                   | 0.849                     |
| Laçi                      | 0.799                     |
| Llanelli                  | 0.766                     |
| Sliema Wanderers          | 0.683                     |
| NSÍ Runavík               | 0.616                     |
| Ulisses                   | 0.599                     |
| Port Talbot Town          | 0.516                     |
| Grevenmacher              | 0.499                     |
| Zeta                      | 0.425                     |
| Portadown                 | 0.324                     |
| UE Santa Coloma           | 0.200                     |
| Lusitanos                 | 0.200                     |
| Faetano                   | 0.150                     |

CL Echipe care au pierdut în a treia rundă de calificare a Champions League

## Primul tur preliminar

### Distribuție
| Grupa 1                                                   | Grupa 1                                                            | Grupa 2                                                       | Grupa 2                                                         | Grupa 3                                            | Grupa 3                                                               | Grupa 4                                                      | Grupa 4                                                           | Grupa 5                                                                   | Grupa 5                                                                  |
| Capi de serie                                             | Outsideri                                                          | Capi de serie                                                 | Outsideri                                                       | Capi de serie                                      | Outsideri                                                             | Capi de serie                                                | Outsideri                                                         | Capi de serie                                                             | Outsideri                                                                |
| --------------------------------------------------------- | ------------------------------------------------------------------ | ------------------------------------------------------------- | --------------------------------------------------------------- | -------------------------------------------------- | --------------------------------------------------------------------- | ------------------------------------------------------------ | ----------------------------------------------------------------- | ------------------------------------------------------------------------- | ------------------------------------------------------------------------ |
| - Anorthosis - Šibenik - Široki Brijeg - Olimpia - Mogren | - Olimpija - Khazar - Banants - Sliema Wanderers - UE Santa Coloma | - Bnei Yehuda - Rabotnički - Zrinjski - KF Tirana - Zestaponi | - Tobol Kostanay - Zalaegerszeg - Ulisses - Lusitanos - Faetano | - Randers - Gefle - Torpedo Zhodino - Skonto - TPS | - F91 Dudelange - Fylkir - NSÍ Runavík - Port Talbot Town - Portadown | - Kalmar FF - MYPA - KR Reykjavík - Dundalk - Tauras Tauragė | - EB/Streymur - Glentoran - Narva Trans - Llanelli - Grevenmacher | - Nitra - Qarabağ - Ruch Chorzów - Dnepr Mogilev - Dinamo Tbilisi - Dacia | - Flora - Győri ETO - Metalurg Skopje - Shakhter Karaganda - Laçi - Zeta |

### Meciuri
| Echipa 1           | Scor gen. | Echipa 2         | Tur | Retur     |
| ------------------ | --------- | ---------------- | --- | --------- |
| UE Santa Coloma    | 0–5       | Mogren           | 0–3 | 0–2       |
| Olimpija           | 0–5       | Široki Brijeg    | 0–2 | 0–3       |
| Anorthosis         | 4–0       | Banants          | 3–0 | 1–0       |
| Olimpia            | 1–1 (a)1  | Khazar           | 0–0 | 1–1       |
| Šibenik            | 3–0       | Sliema Wanderers | 0–0 | 3–0       |
| Tobol              | 2–4       | Zrinjski         | 1–2 | 1–2       |
| Ulisses            | 0–1       | Bnei Yehuda      | 0–0 | 0–1       |
| Rabotnički         | 11–01     | Lusitanos        | 5–0 | 6–0       |
| KF Tirana          | 1–0       | Zalaegerszeg     | 0–0 | 1–0 (aet) |
| Zestaponi          | 5–0       | Faetano          | 5–0 | 0–0       |
| NSÍ Runavík        | 1–4       | Gefle            | 0–2 | 1–2       |
| Torpedo Jodino     | 6–1       | Fylkir           | 3–0 | 3–1       |
| Randers            | 7–3       | F91 Dudelange    | 6–1 | 1–2       |
| Portadown          | 2–1       | Skonto           | 1–1 | 1–0       |
| TPS                | 7–1       | Port Talbot Town | 3–1 | 4–0       |
| KR Reykjavík       | 5–2       | Glentoran        | 3–0 | 2–2       |
| Grevenmacher       | 4–51      | Dundalk          | 3–3 | 1–2       |
| Kalmar FF          | 4–0       | EB/Streymur      | 1–0 | 3–0       |
| Llanelli           | 4–5       | Tauras Tauragė   | 2–2 | 2–3 (aet) |
| Narva Trans        | 0–7       | MYPA             | 0–2 | 0–5       |
| Zeta               | 1–1 (a)1  | Dacia            | 1–1 | 0–0       |
| Laçi               | 2–8       | Dnepr Mogilev    | 1–1 | 1–7       |
| Shakhter Karaganda | 1–3       | Ruch Chorzów     | 1–2 | 0–1       |
| Dinamo Tbilisi     | 2–1       | Flora            | 2–1 | 0–0       |
| Nitra              | 3–5       | Győri ETO        | 2–2 | 1–3       |
| Qarabağ            | 5–2       | Metalurg Skopje  | 4–1 | 1–1       |

- Notă 1: Odinea manșelor a fost inversată după tragerea la sorți originală.

#### Prima manșă
| Tobol             | 1 – 2 | Zrinjski            |
| ----------------- | ----- | ------------------- |
| Zhumaskaliyev 13' |       | Dragičević 53', 82' |

| Ulisses | 0 – 0 | Bnei Yehuda |
| ------- | ----- | ----------- |
|         |       |             |

| Dinamo Tbilisi                         | 2 – 1 | Flora      |
| -------------------------------------- | ----- | ---------- |
| Kakhelishvili 22' Khmaladze 63' (atn.) |       | Dupikov 9' |

| Laçi          | 1 – 1 | Dnepr Moghilău |
| ------------- | ----- | -------------- |
| Marashi 45+1' |       | Turlin 90+2'   |

| Rabotnički                                          | 5 – 0 | Lusitanos |
| --------------------------------------------------- | ----- | --------- |
| Zé Carlos 24' Wandeir 35' Silva 55', 56' Muarem 60' |       |           |

| Narva Trans | 0 – 2 | MYPA                           |
| ----------- | ----- | ------------------------------ |
|             |       | Votinov 47' Gorškov 53' (o.g.) |

| Shakhter Karaganda | 1 – 2 | Ruch Chorzów                    |
| ------------------ | ----- | ------------------------------- |
| Ðidić 7'           |       | Janoszka 45+1' Grzyb 48' (atn.) |

| KF Tirana | 0 – 0 | Zalaegerszeg |
| --------- | ----- | ------------ |
|           |       |              |

| Torpedo Jodino                     | 3 – 0 | Fylkir |
| ---------------------------------- | ----- | ------ |
| Kryvobok 52' Ogar 59' Kantsavy 66' |       |        |

| Zeta                  | 1 – 1 | Dacia    |
| --------------------- | ----- | -------- |
| Z. atličić 77' (atn.) |       | Orbu 39' |

| Olimpia | 0 – 0 | Khazar |
| ------- | ----- | ------ |
|         |       |        |

| Zestaponi                                                  | 5 – 0 | Faetano |
| ---------------------------------------------------------- | ----- | ------- |
| Gelashvili 20' (atn.), 23' Dvali 22', 64' Gorgiashvili 90' |       |         |

| TPS                          | 3 – 1 | Port Talbot Town |
| ---------------------------- | ----- | ---------------- |
| Riku Riski 24', 35' Wusu 30' |       | Rose 70'         |

| Nitra                | 2 – 2 | Győri ETO     |
| -------------------- | ----- | ------------- |
| Tóth 13' Sloboda 80' |       | Kink 38', 58' |

| Qarabağ                                              | 4 – 1 | Metalurg Skopje  |
| ---------------------------------------------------- | ----- | ---------------- |
| Sadygov 26' Ismayilov 45' Imamaliev 84' Adamia 90+2' |       | Simonovski 90+4' |

| Šibenik | 0 – 0 | Sliema Wanderers |
| ------- | ----- | ---------------- |
|         |       |                  |

| UE Santa Coloma | 0 – 3 | Mogren                               |
| --------------- | ----- | ------------------------------------ |
|                 |       | Grbić 14' Čulafić 83' Ćetković 90+3' |

| Anorthosis                        | 3 – 0 | Banants |
| --------------------------------- | ----- | ------- |
| Katsavakis 23' Okkas 31' Cafú 64' |       |         |

| Randers                                                                    | 6 – 1 | F91 Dudelange        |
| -------------------------------------------------------------------------- | ----- | -------------------- |
| Sane 16' Movsisyan 17', 90' Olsen 33' atdersen 47' (atn.) Brock-Madsen 88' |       | Benzouien 49' (atn.) |

| Portadown | 1 – 1 | Skonto        |
| --------- | ----- | ------------- |
| Lecky 38' |       | Laizāns 90+3' |

| Grevenmacher                                    | 3 – 3 | Dundalk                                        |
| ----------------------------------------------- | ----- | ---------------------------------------------- |
| Heinz 63' Gabriel atreira 73' Jorge Almeida 76' |       | Kudozović 26' Hatswell 51' Benichou 80' (o.g.) |

| NSÍ Runavík | 0 – 2 | Gefle           |
| ----------- | ----- | --------------- |
|             |       | Gerndt 34', 60' |

| Llanelli                | 2 – 2 | Tauras Tauragė |
| ----------------------- | ----- | -------------- |
| Thomas 17' S. Jones 47' |       | Kižys 9', 20'  |

| Olimpija | 0 – 2 | Široki Brijeg           |
| -------- | ----- | ----------------------- |
|          |       | Wagner 45+1' Renato 68' |

| Kalmar FF          | 1 – 0 | EB/Streymur |
| ------------------ | ----- | ----------- |
| Ricardo Santos 79' |       |             |

| KR Reykjavík                                | 3 – 0 | Glentoran |
| ------------------------------------------- | ----- | --------- |
| Gunnarsson 12' Finnbogason 32' Takefusa 62' |       |           |

Note
- Note 2: Jucat în Durrës pe Stadiumi Niko Dovana deoarece Stadiumi Laçi al celor de la Laçi nu îndeplinea criteriile UEFA.
- Note 3: Jucat în Tallinn pe A. Le Coq Arena deoarece Stadionul Narva Kreenholmi al celor de la Narva Trans nu îndeplinește criteriile UEFA.
- Note 4: Jucat în Tirana pe Qemal Stafa Stadium deoarece Stadionul Selman Stërmasi al celor de la KF Tirana nu îndeplinește criteriile UEFA.
- Note 5: Jucat în Nikšić pe Stadion Gradski deoarece Stadionul Trešnjica al celor de la Zeta nu îndeplinește criteriile UEFA.
- Note 6: Jucat în Chișinău pe Stadionul Zimbru deoarece Stadionul Olimpia Bălți al celor de la Olimpia nu îndeplinește criteriile UEFA.
- Note 7: Jucat în Baku pe Tofik Bakhramov Stadium deoarece Stadionul Guzanli Olympic al celor de la Qarabağ nu îndeplinește criteriile UEFA.
- Note 8: Jucat în Dugopolje pe Stadion Hrvatski vitezovi deoarece Stadionul Šubićevac al celor de la Šibenik nu îndeplinește criteriile UEFA.
- Note 9: Jucat în Andorra la Vella pe Camp d'Esports del M.I. Consell General deoarece iarba de pe Estadi Comunal d'Aixovall era înlocuită.
- Note 11: Jucat în Tórshavn pe Gundadalur deoarece Stadionul Runavík al celor de la NSÍ Runavík nu îndeplinește criteriile UEFA.
- Note 12: Jucat în Domžale pe Športni park Domžale deoarece ŽŠD Stadion al celor de la Olimpija nu îndeplinește criteriile UEFA.

#### Manșa secundă
| Banants | 0 – 1 | Anorthosis |
| ------- | ----- | ---------- |
|         |       | Laban 37'  |

Anorthosis a câștigat cu 4–0 la general.
| Tauras Tauragė               | 3 – 2 (a.e.t) | Llanelli                |
| ---------------------------- | ------------- | ----------------------- |
| Irha 17', 31' Regelskis 104' |               | Llewellyn 19' Bowen 36' |

Tauras Tauragė a câștigat cu 5–4 la general.
| Metalurg Skopje | 1 – 1 | Qarabağ       |
| --------------- | ----- | ------------- |
| Krstev 78'      |       | Imamaliev 69' |

Qarabağ a câștigat cu 5–2 la general.
| Mogren                    | 2 – 0 | UE Santa Coloma |
| ------------------------- | ----- | --------------- |
| Ćulafić 18' Gluščević 20' |       |                 |

Mogren a câștigat cu 5–0 la general.
| Sliema Wanderers | 0 – 3 | Šibenik                          |
| ---------------- | ----- | -------------------------------- |
|                  |       | Medvid 64' Jakoliš 73' Bulat 89' |

Šibenik a câștigat cu 3–0 la general.
| Flora | 0 – 0 | Dinamo Tbilisi |
| ----- | ----- | -------------- |
|       |       |                |

Dinamo Tbilisi a câștigat cu 2–1 la general.
| Khazar    | 1 – 1 | Olimpia    |
| --------- | ----- | ---------- |
| Lalín 78' |       | Robens 14' |

Khazar 1–1 Olimpia la general. Olimpia a câștigat cu on away goals.
| Bnei Yehuda   | 1 – 0 | Ulisses |
| ------------- | ----- | ------- |
| Menashe 45+1' |       |         |

Bnei Yehuda a câștigat cu 1–0 la general.
| Skonto | 0 – 1 | Portadown |
| ------ | ----- | --------- |
|        |       | Lecky 29' |

Portadown a câștigat cu 2–1 la general.
| MYPA                                                           | 5 – 0 | Narva Trans |
| -------------------------------------------------------------- | ----- | ----------- |
| Ricketts 62' Äijälä 67', 74' Koljonen 77' Feliat Benevides 80' |       |             |

MYPA a câștigat cu 7–0 la general.
| Dnepr Mogilev                                                                | 7 – 1 | Laçi       |
| ---------------------------------------------------------------------------- | ----- | ---------- |
| Bychenok 10', 80' Yurchenko 17' (atn.), 56', 81' Zyankovich 42' Chernykh 87' |       | Nimani 60' |

Dnepr Mogilev a câștigat cu 8–2 la general.
| F91 Dudelange                | 2 – 1 | Randers       |
| ---------------------------- | ----- | ------------- |
| Caillet 37' Gruszczyński 67' |       | Lorentzen 17' |

Randers a câștigat cu 7–3 la general.
| Dacia | 0 – 0 | Zeta |
| ----- | ----- | ---- |
|       |       |      |

Dacia 1–1 Zeta la general. Dacia a câștigat cu on away goals.
| Győri ETO                            | 3 – 1 | Nitra     |
| ------------------------------------ | ----- | --------- |
| Aleksidze 22' Nicorec 60' Kink 90+2' |       | Hodúr 10' |

Győri ETO a câștigat cu 5–3 la general.
| Zalaegerszeg | 0 – 1 (a.e.t) | KF Tirana     |
| ------------ | ------------- | ------------- |
|              |               | Karabeci 107' |

KF Tirana a câștigat cu 1–0 la general.
| Gefle                         | 2 – 1 | NSÍ Runavík    |
| ----------------------------- | ----- | -------------- |
| Bernhardsson 22' Berggren 63' |       | Potemkin 90+4' |

Gefle a câștigat cu 4–1 la general.
| Lusitanos | 0 – 6 | Rabotnički                                        |
| --------- | ----- | ------------------------------------------------- |
|           |       | Wandeir 25', 68' Silva 33', 42', 54' Gligorov 71' |

Rabotnički a câștigat cu 11–0 la general.
| Port Talbot Town | 0 – 4 | TPS                                                       |
| ---------------- | ----- | --------------------------------------------------------- |
|                  |       | Wusu 26' Kolehmainen 32' Riku Riski 69' Rooat Riski 90+1' |

TPS a câștigat cu 7–1 la general.
| Zrinjski             | 2 – 1 | Tobol             |
| -------------------- | ----- | ----------------- |
| Džidić 10' athar 72' |       | Zhumaskaliyev 57' |

Zrinjski a câștigat cu 4–2 la general.
| Dundalk                      | 2 – 1 | Grevenmacher |
| ---------------------------- | ----- | ------------ |
| Fenn 5' (atn.) Kudozović 16' |       | Müller 90+1' |

Dundalk a câștigat cu 5–4 la general.
| EB/Streymur | 0 – 3 | Kalmar FF                                     |
| ----------- | ----- | --------------------------------------------- |
|             |       | Israelsson 9' Eriksson 47' Ricardo Santos 50' |

Kalmar FF a câștigat cu 4–0 la general.
| Široki Brijeg                      | 3 – 0 | Olimpija |
| ---------------------------------- | ----- | -------- |
| Roskam 81' Weitzer 83' Mišić 90+3' |       |          |

Široki Brijeg a câștigat cu 5–0 la general.
| Faetano | 0 – 0 | Zestaponi |
| ------- | ----- | --------- |
|         |       |           |

Zestaponi a câștigat cu 5–0 la general.
| Glentoran                         | 2 – 2 | KR Reykjavík                       |
| --------------------------------- | ----- | ---------------------------------- |
| Callacher 22' Hamilton 56' (atn.) |       | Finnbogason 45+1' Black 54' (o.g.) |

KR Reykjavík a câștigat cu 5–2 la general.
| Ruch Chorzów | 1 – 0 | Shakhter Karaganda |
| ------------ | ----- | ------------------ |
| Sobiech 59'  |       |                    |

Ruch Chorzów a câștigat cu 3–1 la general.
| Fylkir          | 1 – 3 | Torpedo Jodino                        |
| --------------- | ----- | ------------------------------------- |
| Faye 32' (atn.) |       | Ostroukh 41' Kryvobok 86' (atn.), 88' |

Torpedo Jodino a câștigat cu 6–1 la general.
Note
- Note 13: Jucat în Kaunas pe Stadionul S. Darius and S. Girėnas deoarece Stadionul Vytautas al celor de la Tauras Tauragė nu îndeplinea criteriile UEFA.
- Note 14: Jucat în Skopje pe Philip II Arena deoarece Stadionul Železarnica al celor de la Metalurg Skopje nu îndeplinea criteriile UEFA.
- Note 15: Jucat în Nikšić pe Stadion Gradski deoarece Stadionul Mogren al celor de la Mogren nu îndeplinea criteriile UEFA.
- Note 16: Jucat în Chișinău pe Stadionul Zimbru deoarece Dinamo Stadium al celor de la Dacia .
- Note 17: Jucat în Solna pe Råsunda Stadium deoarece Strömvallen al celor de la Gefle nu îndeplinea criteriile UEFA.
- Note 18: Jucat în Toftir pe Svangaskarð deoarece Við Margáir al celor de la EB/Streymur nu îndeplinea criteriile UEFA.
- Note 19: Jucat în Reykjavík pe Laugardalsvöllur deoarece Fylkisvöllur al celor de la Fylkir nu îndeplinea criteriile UEFA.

## Turul doi preliminar

### Distribuție
| Grupa 1                                                                   | Grupa 1                                                         | Grupa 2                                                          | Grupa 2                                                             | Grupa 3                                                                    | Grupa 3                                                           | Grupa 4                                                       | Grupa 4                                                                         |
| Capi de serie                                                             | Outsideri                                                       | Capi de serie                                                    | Outsideri                                                           | Capi de serie                                                              | Outsideri                                                         | Capi de serie                                                 | Outsideri                                                                       |
| ------------------------------------------------------------------------- | --------------------------------------------------------------- | ---------------------------------------------------------------- | ------------------------------------------------------------------- | -------------------------------------------------------------------------- | ----------------------------------------------------------------- | ------------------------------------------------------------- | ------------------------------------------------------------------------------- |
| - Anorthosis - Wisła Kraków - Motherwell - Lausanne-Sport - Cercle Brugge | - Šibenik - TPS - Borac Banja Luka - Šiauliai - Breiðablik      | - Rapid Wien - Marítimo - Utrecht - Randers - Kalmar FF          | - Sūduva Marijampolė - Dacia - Sporting Fingal - Gorica - KF Tirana | - Dinamo București - Ventspils - MYPA - Maribor - OFK Beograd              | - Torpedo Zhodino - Olimpia - Videoton - UE Sant Julià - Teteks   | - Brøndby - Karpaty Lvov - IF Elfsborg - Bnei Yehuda - Stabæk | - Dnepr Moghilău - KR Reykjavík - Iskra-Stal - Shamrock Rovers - Vaduz          |
| Grupa 5                                                                   | Grupa 5                                                         | Grupa 6                                                          | Grupa 6                                                             | Grupa 7                                                                    | Grupa 7                                                           | Grupa 8                                                       | Grupa 8                                                                         |
| Capi de serie                                                             | Outsideri                                                       | Capi de serie                                                    | Outsideri                                                           | Capi de serie                                                              | Outsideri                                                         | Capi de serie                                                 | Outsideri                                                                       |
| - Austria Wien - APOEL - Molde - Maccabi Tel Aviv - Dukla Banská Bystrica | - Široki Brijeg - Tauras Tauragė - Zestaponi - Jelgava - Mogren | - Levski Sofia - Baník Ostrava - Győri ETO* - Rabotnički - Honka | - WIT Georgia - Dundalk - Bangor City - Atyrau - Mika               | - Beșiktaș - Dinamo Minsk - Spartak Zlatibor Voda - Qarabağ - Ruch Chorzów | - Portadown* - Sillamäe Kalev - Differdange - Valletta - Víkingur | - Olympiacos - Gefle - Zrinjski - Baku - Cibalia              | - Dinamo Tbilisi - Besa Kavajë - Budućnost Podgorica - Cliftonville - Tre Penne |

*Unseeded teams of the Prima rundă de calificare which qualify for the Runda a doua de calificare, thus effectively taking the coefficient of their seeded opponents for the Runda a doua de calificare draw.

### Meciuri
| Echipa 1           | Scor gen. | Echipa 2              | Tur  | Retur     |
| ------------------ | --------- | --------------------- | ---- | --------- |
| Cercle Brugge      | 2–2 (a)   | TPS                   | 0–1  | 2–1       |
| Motherwell         | 2–0       | Breiðablik            | 1–0  | 1–0       |
| Anorthosis         | 3–22      | Šibenik               | 0–2  | 3–0 (aet) |
| Lausanne-Sport     | 2–1       | Borac Banja Luka      | 1–0  | 1–1       |
| Šiauliai           | 0–7       | Wisła Kraków          | 0–2  | 0–5       |
| Kalmar FF          | 2–0       | Dacia                 | 0–0  | 2–0       |
| Utrecht            | 5–1       | KF Tirana             | 4–0  | 1–1       |
| Gorica             | 1–4       | Randers               | 0–3  | 1–1       |
| Marítimo           | 6–4       | Sporting Fingal       | 3–2  | 3–2       |
| Sūduva Marijampolė | 2–6       | Rapid Wien            | 0–2  | 2–4       |
| Ventspils          | 1–3       | Teteks                | 0–0  | 1–3       |
| OFK Beograd        | 3–2       | Torpedo Zhodino       | 2–2  | 1–0       |
| Olimpia            | 1–7       | Dinamo București      | 0–2  | 1–5       |
| MYPA               | 8–0       | UE Sant Julià         | 3–0  | 5–03      |
| Videoton           | 1–3       | Maribor               | 1–1  | 0–2       |
| Brøndby            | 3–0       | Vaduz                 | 3–0  | 0–0       |
| Stabæk             | 3–3 (a)   | Dnepr Moghilău        | 2–2  | 1–1       |
| Shamrock Rovers    | 2–1       | Bnei Yehuda           | 1–1  | 1–0       |
| IF Elfsborg        | 3–1       | Iskra-Stal            | 2–1  | 1–0       |
| KR Reykjavík       | 2–6       | Karpaty Lvov          | 0–3  | 2–3       |
| Maccabi Tel Aviv   | 3–2       | Mogren                | 2–0  | 1–2       |
| Austria Wien       | 3–2       | Široki Brijeg         | 2–2  | 1–0       |
| Tauras Tauragė     | 1–6       | APOEL                 | 0–3  | 1–3       |
| Molde              | 2–2 (a)   | Jelgava               | 1–0  | 1–2       |
| Zestaponi          | 3–1       | Dukla Banská Bystrica | 3–0  | 0–1       |
| Honka              | 2–3       | Bangor City           | 1–1  | 1–2       |
| Levski Sofia       | 8–0       | Dundalk               | 6–0  | 2–0       |
| WIT Georgia        | 0–6       | Baník Ostrava         | 0–6  | 0–0       |
| Rabotnički         | 1–0       | Mika                  | 1–0  | 0–0       |
| Atyrau             | 0–5       | Győri ETO             | 0–34 | 0–2       |
| Portadown          | 2–32      | Qarabağ               | 1–2  | 1–1       |
| Beșiktaș           | 7–0       | Víkingur              | 3–0  | 4–0       |
| Differdange        | 3–5       | Spartak Zlatibor Voda | 3–3  | 0–2       |
| Dinamo Minsk       | 10–1      | Sillamäe Kalev        | 5–1  | 5–0       |
| Valletta           | 1–1 (a)   | Ruch Chorzów          | 1–1  | 0–0       |
| Baku               | 2–4       | Budućnost Podgorica   | 0–35 | 2–1       |
| Zrinjski           | 13–3      | Tre Penne             | 4–1  | 9–2       |
| Gefle              | 2–42      | Dinamo Tbilisi        | 1–2  | 1–2       |
| Cliftonville       | 1–02      | Cibalia               | 1–0  | 0–0       |
| Besa Kavajë        | 1–11      | Olympiacos            | 0–5  | 1–6       |

## Turul trei preliminar

### Distribuție
| Grupa 1                                                               | Grupa 1                                                           | Grupa 2                                                                    | Grupa 2                                                                               | Grupa 3                                                                 | Grupa 3                                                                     | Grupa 4                                                              | Grupa 4                                                                   |
| Capi de serie                                                         | Outsideri                                                         | Capi de serie                                                              | Outsideri                                                                             | Capi de serie                                                           | Outsideri                                                                   | Capi de serie                                                        | Outsideri                                                                 |
| --------------------------------------------------------------------- | ----------------------------------------------------------------- | -------------------------------------------------------------------------- | ------------------------------------------------------------------------------------- | ----------------------------------------------------------------------- | --------------------------------------------------------------------------- | -------------------------------------------------------------------- | ------------------------------------------------------------------------- |
| - Liverpool - Odense - Rapid Wien* - Marítimo* - Ostrava*             | - Stabæk* - Beroe Stara Zagora - Rabotnicki* - Honka* - Zrinjski* | - Juventus - CSKA Sofia - Timisoara - Karpaty Lvov* - IF Elfsborg*         | - Bnei Yehuda* - Ventspils* - Dukla Banská Bystrica* - MYPA* - Cibalia*               | - Sporting CP - Austria Wien* - Steaua Roșie Belgrad - Genk - Hibernian | - Nordsjælland - Slovan Bratislava - Inter Turku - Maribor* - Ruch Chorzów* | - Olympiacos* - Beșiktaș* - Anorthosis* - Wisla Kraków* - Sturm Graz | - Cercle Brugge* - Viktoria Plzen - Maccabi Tel Aviv* - Gefle* - Qarabağ* |
| Grupa 5                                                               | Grupa 5                                                           | Grupa 6                                                                    | Grupa 6                                                                               | Grupa 7                                                                 | Grupa 7                                                                     |                                                                      |                                                                           |
| Capi de serie                                                         | Outsideri                                                         | Capi de serie                                                              | Outsideri                                                                             | Capi de serie                                                           | Outsideri                                                                   |                                                                      |                                                                           |
| - Stuttgart - Maccabi Haifa - Brøndby* - Sibir Novosibirsk - Utrecht* | - Luzern - Molde* - Apollon - Dinamo Minsk* - Baku*               | - AZ - Dinamo București* - Dnipro Dnipropetrovsk* - Montpellier - Randers* | - Lausanne-Sport* - IFK Göteborg - Hajduk Split - Spartak Zlatibor Voda* - Győri ETO* | - Galatasaray - Levski Sofia* - Aris - APOEL* - Motherwell*             | - Kalmar FF* - Jablonec - Aalesund - OFK Beograd* - Jagiellonia Bialystok   |                                                                      |                                                                           |

*Assuming that seeded teams of the Runda a doua de calificare qualify for the A treia rundă de calificare

### Meciuri
| Echipa 1              | Scor gen. | Echipa 2              | Tur | Retur    |
| --------------------- | --------- | --------------------- | --- | -------- |
| Odense                | (1)       | Zrinjski              | 5–3 | 5 august |
| Dnepr Moghilău        | (2)       | Baník Ostrava         | 1–0 | 5 august |
| Rabotnički            | (3)6      | Liverpool             | 0–2 | 5 august |
| Marítimo              | (4)       | Bangor City           | 8–2 | 5 august |
| Beroe Stara Zagora    | 1–4       | Rapid Wien            | 1–1 | 0–3      |
| MYPA                  | (6)6      | Timișoara             | 1–2 | 5 august |
| CSKA Sofia            | (7)       | Cliftonville          | 3–0 | 5 august |
| Karpaty Lvov          | (8)       | Zestaponi             | 1–0 | 5 august |
| Shamrock Rovers       | (9)       | Juventus              | 0–2 | 5 august |
| IF Elfsborg           | (10)      | Teteks                | 5–0 | 5 august |
| Nordsjælland          | (11)      | Sporting CP           | 0–1 | 5 august |
| Maribor               | (12)      | Hibernian             | 3–0 | 5 august |
| Steaua Roșie Belgrad  | (13)      | Slovan Bratislava     | 1–2 | 5 august |
| Inter Turku           | (14)      | Genk                  | 1–5 | 5 august |
| Ruch Chorzów          | (15)      | Austria Wien          | 1–3 | 5 august |
| Viktoria Plzeň        | (16)      | Beșiktaș              | 1–1 | 5 august |
| Olympiacos            | (17)      | Maccabi Tel Aviv      | 2–1 | 5 august |
| Wisła Kraków          | (18)      | Qarabağ               | 0–1 | 5 august |
| Sturm Graz            | (19)      | Dinamo Tbilisi        | 2–0 | 5 august |
| Cercle Brugge         | (20)6     | Anorthosis            | 1–0 | 5 august |
| Budućnost Podgorica   | (21)      | Brøndby               | 1–2 | 5 august |
| Molde                 | (22)      | Stuttgart             | 2–3 | 5 august |
| Maccabi Haifa         | (23)      | Dinamo Minsk          | 1–0 | 5 august |
| Utrecht               | (24)      | Luzern                | 1–0 | 5 august |
| Sibir Novosibirsk     | (25)      | Apollon               | 1–0 | 5 august |
| Randers               | (26)      | Lausanne-Sport        | 2–3 | 5 august |
| Dinamo București      | (27)      | Hajduk Split          | 3–1 | 5 august |
| AZ                    | (28)      | IFK Göteborg          | 2–0 | 5 august |
| Spartak Zlatibor Voda | (29)      | Dnipro Dnipropetrovsk | 2–1 | 5 august |
| Győri ETO             | (30)      | Montpellier           | 0–1 | 5 august |
| Aalesund              | (31)      | Motherwell            | 1–1 | 5 august |
| Kalmar FF             | (32)      | Levski Sofia          | 1–1 | 5 august |
| Galatasaray           | (33)      | OFK Beograd           | 2–2 | 5 august |
| Jagiellonia Białystok | (34)      | Aris                  | 1–2 | 5 august |
| APOEL                 | (35)      | Jablonec              | 1–0 | 5 august |

## Runda play-off

### Distribuție
| Grupa 1                                                                     | Grupa 1                                                          | Grupa 2                                                              | Grupa 2                                                                             | Grupa 3                                                                      | Grupa 3                                                          | Grupa 4                                                          | Grupa 4                                     |
| Capi de serie                                                               | Outsideri                                                        | Capi de serie                                                        | Outsideri                                                                           | Capi de serie                                                                | Outsideri                                                        | Capi de serie                                                    | Outsideri                                   |
| --------------------------------------------------------------------------- | ---------------------------------------------------------------- | -------------------------------------------------------------------- | ----------------------------------------------------------------------------------- | ---------------------------------------------------------------------------- | ---------------------------------------------------------------- | ---------------------------------------------------------------- | ------------------------------------------- |
| CSKA Moscova Bayer Leverkusen Paris Saint-Germain Unirea Urziceni Feyenoord | Anorthosis Tavriya Simferopol Gent Maccabi Tel Aviv Hajduk Split | Porto Galatasaray Palermo Austria Wien Litex Lovech                  | Aris Genk Karpaty Lviv Debrecen Maribor                                             | Sporting CP Lille Club Brugge Metalist Kharkiv Napoli                        | Brøndby Vaslui Elfsborg Omonia Dinamo Minsk                      | Liverpool Steaua București Celtic Levski Sofia Borussia Dortmund | Grasshopper Trabzonspor Utrecht AIK Qarabağ |
| Grupa 5                                                                     | Grupa 5                                                          | Grupa 6                                                              | Grupa 6                                                                             | Grupa 7                                                                      | Grupa 7                                                          |                                                                  |                                             |
| Capi de serie                                                               | Outsideri                                                        | Capi de serie                                                        | Outsideri                                                                           | Capi de serie                                                                | Outsideri                                                        |                                                                  |                                             |
| Juventus AZ Getafe AEK Atena Dnipro Dnipropetrovsk                          | APOEL Lech Poznań Sturm Graz Dundee United Aktobe                | PSV Eindhoven Stuttgart Beșiktaș Aston Villa CSKA Sofia BATE Borisov | Rapid Wien Sibir Novosibirsk Marítimo Slovan Bratislava HJK Helsinki The New Saints | Villarreal Fenerbahçe Manchester City Lokomotiv Moscova Odense Dinamo Zagreb | Timișoara PAOK Motherwell Lausanne-Sport Dnepr Mogilev Győri ETO |                                                                  |                                             |

### Meciuri
| Echipa 1              | Scor gen.     | Echipa 2           | Tur | Retur     |
| --------------------- | ------------- | ------------------ | --- | --------- |
| Paris Saint-Germain   | 5–4           | Maccabi Tel Aviv   | 2–0 | 3–4       |
| Bayer Leverkusen      | 6–1           | Tavriya Simferopol | 3–0 | 3–1       |
| CSKA Moscova          | 6–1           | Anorthosis         | 4–0 | 2–1       |
| Hajduk Split          | 5–2           | Unirea Urziceni    | 4–1 | 1–1       |
| Feyenoord             | 1–2           | Gent               | 1–0 | 0–2       |
| Genk                  | 2–7           | Porto              | 0–3 | 2–4       |
| Debrecen              | 4–1           | Litex Lovech       | 2–0 | 2–1       |
| Aris                  | 2–1           | Austria Wien       | 1–0 | 1–1       |
| Galatasaray           | 3–3 (a)       | Karpaty Lviv       | 2–2 | 1–1       |
| Palermo               | 5–3           | Maribor            | 3–0 | 2–3       |
| Club Brugge           | 5–3           | Dinamo Minsk       | 2–1 | 3–2       |
| Omonia                | 2–3           | Metalist Kharkiv   | 0–1 | 2–2       |
| Vaslui                | 0–2           | Lille              | 0–0 | 0–2       |
| Napoli                | 3–0           | Elfsborg           | 1–0 | 2–0       |
| Sporting CP           | 3–2           | Brøndby            | 0–2 | 3–0       |
| Steaua București      | 1–1 (4–3 p)63 | Grasshopper        | 1–0 | 0–1 (aet) |
| Liverpool             | 3–1           | Trabzonspor        | 1–0 | 2–1       |
| Celtic                | 2–4           | Utrecht            | 2–0 | 0–4       |
| Borussia Dortmund     | 5–0           | Qarabağ            | 4–0 | 1–0       |
| AIK                   | 1–2           | Levski Sofia       | 0–0 | 1–2       |
| Sturm Graz            | 1–3           | Juventus           | 1–2 | 0–1       |
| Getafe                | 2–1           | APOEL              | 1–0 | 1–1 (aet) |
| Dundee United         | 1–2           | AEK Atena          | 0–1 | 1–1       |
| AZ                    | 3–2           | Aktobe             | 2–0 | 1–2       |
| Dnipro Dnipropetrovsk | 0–1           | Lech Poznań        | 0–1 | 0–0       |
| Rapid Wien            | 4–3           | Aston Villa        | 1–1 | 3–2       |
| CSKA Sofia            | 5–2           | The New Saints     | 3–0 | 2–2       |
| Beșiktaș              | 6–0           | HJK Helsinki       | 2–0 | 4–0       |
| Slovan Bratislava     | 2–3           | Stuttgart          | 0–1 | 2–2       |
| Sibir Novosibirsk     | 1–5           | PSV Eindhoven      | 1–0 | 0–5       |
| BATE                  | 5–1           | Marítimo           | 3–0 | 2–1       |
| Lausanne-Sport        | 2–2 (4–3 p)   | Lokomotiv Moscova  | 1–1 | 1–1 (aet) |
| Győri ETO             | 1–4           | Dinamo Zagreb      | 0–2 | 1–2       |
| Odense                | 3–1           | Motherwell         | 2–1 | 1–0       |
| PAOK                  | 2–1           | Fenerbahçe         | 1–0 | 1–1 (aet) |
| Villarreal            | 7–1           | Dnepr Mogilev      | 5–0 | 2–1       |
| Timișoara             | 0–3           | Manchester City    | 0–1 | 0–2       |

Note
- Note 63: Order of legs reversed after original draw.

#### Prima manșă
| Aris       | 1 – 0  | Austria Wien |
| ---------- | ------ | ------------ |
| Ruiz 90+3' | Report |              |

| Beșiktaș                 | 2 – 0  | HJK Helsinki |
| ------------------------ | ------ | ------------ |
| Hilbert 35' Quaresma 66' | Report |              |

| Sibir Novosibirsk | 1 – 0  | PSV Eindhoven |
| ----------------- | ------ | ------------- |
| Degtyaryov 90+2'  | Report |               |

| BATE                                    | 3 – 0  | Marítimo |
| --------------------------------------- | ------ | -------- |
| Alyakhnovich 56' Bressan 60' Pawlaw 70' | Report |          |

| Paris Saint-Germain     | 2 – 0  | Maccabi Tel Aviv |
| ----------------------- | ------ | ---------------- |
| Luyindula 3' Hoarau 60' | Report |                  |

| Bayer Leverkusen                    | 3 – 0  | Tavriya Simferopol |
| ----------------------------------- | ------ | ------------------ |
| Kadlec 1', 84' Ballack 90+1' (pen.) | Report |                    |

| CSKA Moscova                    | 4 – 0  | Anorthosis |
| ------------------------------- | ------ | ---------- |
| Doumbia 13', 20' Tošić 48', 74' | Report |            |

| Rapid Wien | 1 – 1  | Aston Villa |
| ---------- | ------ | ----------- |
| Nuhiu 33'  | Report | Bannan 11'  |

| Slovan Bratislava | 0 – 1  | Stuttgart  |
| ----------------- | ------ | ---------- |
|                   | Report | Harnik 88' |

| Debrecen                 | 2 – 0  | Litex Lovech |
| ------------------------ | ------ | ------------ |
| Coulibaly 22' Laczkó 33' | Report |              |

| Omonia | 0 – 1  | Metalist Kharkiv |
| ------ | ------ | ---------------- |
|        | Report | Dević 24'        |

| Vaslui | 0 – 0  | Lille |
| ------ | ------ | ----- |
|        | Report |       |

| AIK | 0 – 0  | Levski Sofia |
| --- | ------ | ------------ |
|     | Report |              |

| Dnipro Dnipropetrovsk | 0 – 1  | Lech Poznań |
| --------------------- | ------ | ----------- |
|                       | Report | Arboleda 5' |

| Odense                 | 2 – 1  | Motherwell    |
| ---------------------- | ------ | ------------- |
| Sørensen 31' Utaka 78' | Report | Hateley 90+4' |

| Feyenoord | 1 – 0  | Gent |
| --------- | ------ | ---- |
| Fer 78'   | Report |      |

| Steaua București | 1 – 0  | Grasshopper |
| ---------------- | ------ | ----------- |
| Stancu 71'       | Report |             |

| Galatasaray    | 2 – 2  | Karpaty Lviv             |
| -------------- | ------ | ------------------------ |
| Baroš 59', 86' | Report | Kuznetsov 34' Zenjov 41' |

| Hajduk Split                          | 4 – 1  | Unirea Urziceni |
| ------------------------------------- | ------ | --------------- |
| Ibričić 39', 66' Brkljača 78' Čop 85' | Report | Frunză 34'      |

| Genk | 0 – 3  | Porto                                     |
| ---- | ------ | ----------------------------------------- |
|      | Report | Falcao 29' (pen.) Souza 82' Belluschi 90' |

| Palermo                                        | 3 – 0  | Maribor |
| ---------------------------------------------- | ------ | ------- |
| Maccarone 37' (pen.) Hernández 39' Pastore 77' | Report |         |

| Club Brugge                     | 2 – 1  | Dinamo Minsk |
| ------------------------------- | ------ | ------------ |
| Hoefkens 71' (pen.) Blondel 84' | Report | Drahun 6'    |

| CSKA Sofia                      | 3 – 0  | The New Saints |
| ------------------------------- | ------ | -------------- |
| Aquaro 81' Nelson 82' Delev 90' | Report |                |

| Lausanne-Sport | 1 – 1  | Lokomotiv Moscova |
| -------------- | ------ | ----------------- |
| Traoré 28'     | Report | Sychev 65'        |

| PAOK          | 1 – 0  | Fenerbahçe |
| ------------- | ------ | ---------- |
| Vieirinha 19' | Report |            |

| Liverpool   | 1 – 0  | Trabzonspor |
| ----------- | ------ | ----------- |
| Babel 45+1' | Report |             |

| Celtic                 | 2 – 0  | Utrecht |
| ---------------------- | ------ | ------- |
| Juárez 19' Samaras 34' | Report |         |

| Napoli        | 1 – 0  | Elfsborg |
| ------------- | ------ | -------- |
| Lavezzi 45+1' | Report |          |

| Getafe     | 1 – 0  | APOEL |
| ---------- | ------ | ----- |
| Parejo 43' | Report |       |

| Dundee United | 0 – 1  | AEK Atena    |
| ------------- | ------ | ------------ |
|               | Report | Djebbour 11' |

| AZ                       | 2 – 0  | Aktobe |
| ------------------------ | ------ | ------ |
| Holman 20' Wernbloom 27' | Report |        |

| Győri ETO | 0 – 2  | Dinamo Zagreb     |
| --------- | ------ | ----------------- |
|           | Report | Rukavina 19', 28' |

| Timișoara | 0 – 1  | Manchester City |
| --------- | ------ | --------------- |
|           | Report | Balotelli 72'   |

| Borussia Dortmund                | 4 – 0  | Qarabağ |
| -------------------------------- | ------ | ------- |
| Kagawa 13', 41' Barrios 21', 29' | Report |         |

| Sturm Graz       | 1 – 2  | Juventus                 |
| ---------------- | ------ | ------------------------ |
| Schildenfeld 82' | Report | Bonucci 15' Amauri 90+1' |

| Sporting CP | 0 – 2  | Brøndby                    |
| ----------- | ------ | -------------------------- |
|             | Report | Kristiansen 43' Jallow 52' |

| Villarreal                                              | 5 – 0  | Dnepr Mogilev |
| ------------------------------------------------------- | ------ | ------------- |
| Marchena 10' Cazorla 17' Valero 35' Cani 45' Nilmar 75' | Report |               |

Note
- Note 64: Played in Bratislava at Štadión Pasienky as Slovan Bratislava's Tehelné pole is undergoing extensive renovative work.
- Note 65: Played in Nyíregyháza at Városi Stadion as Debrecen's Stadion Oláh Gábor Út did not meet UEFA criteria.
- Note 66: Played in Sofia at Vasil Levski National Stadium as CSKA Sofia's Balgarska Armiya Stadium was closed at the end of the previous season because it didn't meet the BFU and UEFA criteria.

#### Manșa secundă
| Anorthosis | 1 – 2  | CSKA Moscova             |
| ---------- | ------ | ------------------------ |
| Cafú 76'   | Report | Doumbia 85' González 89' |

CSKA Moscow won 6–1 on aggregate.
| Dinamo Minsk            | 2 – 3  | Club Brugge                               |
| ----------------------- | ------ | ----------------------------------------- |
| Chukhley 47' Drahun 90' | Report | Hoefkens 5' (pen.), 32' (pen.) Dalmat 26' |

Club Brugge won 5–3 on aggregate.
| Qarabağ | 0 – 1  | Borussia Dortmund |
| ------- | ------ | ----------------- |
|         | Report | Barrios 90+1'     |

Borussia Dortmund won 5–0 on aggregate.
| Aktobe           | 2 – 1  | AZ            |
| ---------------- | ------ | ------------- |
| Tleshev 67', 88' | Report | Wernbloom 10' |

AZ won 3–2 on aggregate.
| Marítimo   | 1 – 2  | BATE                     |
| ---------- | ------ | ------------------------ |
| Kanu 90+1' | Report | Pawlaw 52' Skavysh 90+3' |

BATE won 5–1 on aggregate.
| Lokomotiv Moscova                            | 1 – 1 (d.p.) | Lausanne-Sport                                |
| -------------------------------------------- | ------------ | --------------------------------------------- |
| Aliyev 85'                                   | Report       | Silvio 17'                                    |
| Aliyev · Sychev · Loskov · Shishkin · Maicon | 3 – 4        | Silvio · Carrupt · Rodrigo · Katz · Celestini |

Lokomotiv Moscow 2–2 Lausanne-Sport on aggregate. Lausanne-Sport won 4–3 on penalties.
| Dnepr Mogilev | 1 – 2  | Villarreal                     |
| ------------- | ------ | ------------------------------ |
| Yurchenko 19' | Report | Nilmar 45+1' Marco Ruben 90+1' |

Villarreal won 7–1 on aggregate.
| HJK Helsinki | 0 – 4  | Beșiktaș                                      |
| ------------ | ------ | --------------------------------------------- |
|              | Report | Quaresma 15' Guti 67' Necip 77' Hološko 90+3' |

Beșiktaș won 6–0 on aggregate.
| Austria Wien | 1 – 1  | Aris     |
| ------------ | ------ | -------- |
| Linz 56'     | Report | Ruiz 42' |

Aris won 2–1 on aggregate.
| Metalist Kharkiv             | 2 – 2  | Omonia                  |
| ---------------------------- | ------ | ----------------------- |
| Dević 66' Cleiton Xavier 71' | Report | Leandro 60' Rengifo 64' |

Metalist Kharkiv won 3–2 on aggregate.
| Brøndby | 0 – 3  | Sporting CP                         |
| ------- | ------ | ----------------------------------- |
|         | Report | Evaldo 45+1' Coelho 75' Djaló 90+1' |

Sporting CP won 3–2 on aggregate.
| APOEL      | 1 – 1 (d.p.) | Getafe   |
| ---------- | ------------ | -------- |
| Aílton 41' | Report       | Díaz 98' |

Getafe won 2–1 on aggregate.
| Unirea Urziceni | 1 – 1  | Hajduk Split |
| --------------- | ------ | ------------ |
| Bilașco 2'      | Report | Vukušić 88'  |

Hajduk Split won 5–2 on aggregate.
| Litex Lovech | 1 – 2  | Debrecen                     |
| ------------ | ------ | ---------------------------- |
| Niflore 68'  | Report | Mbengono 53' Czvitkovics 81' |

Debrecen won 4–1 on aggregate.
| Grasshopper                                      | 1 – 0 (d.p.) | Steaua București                       |
| ------------------------------------------------ | ------------ | -------------------------------------- |
| Salatić 77'                                      | Report       |                                        |
| Smiljanić · Salatić · Abrashi · Hajrović · Adili | 3–4          | Stancu · Surdu · Angelov · Latovlevici |

Grasshopper 1–1 Steaua București on aggregate. Steaua București won 4–3 on penalties.
| Trabzonspor  | 1 – 2  | Liverpool                 |
| ------------ | ------ | ------------------------- |
| Gutiérrez 4' | Report | Kaçar 83' (o.g.) Kuyt 88' |

Liverpool won 3–1 on aggregate.
| Levski Sofia             | 2 – 1  | AIK         |
| ------------------------ | ------ | ----------- |
| Mladenov 49' Dembélé 51' | Report | Bangura 11' |

Levski Sofia won 2–1 on aggregate.
| PSV Eindhoven                                                | 5 – 0  | Sibir Novosibirsk |
| ------------------------------------------------------------ | ------ | ----------------- |
| Berg 38' Engelaar 56' Toivonen 64' Dzsudzsák 73', 90' (pen.) | Report |                   |

PSV Eindhoven won 5–1 on aggregate.
| Maccabi Tel Aviv                                 | 4 – 3  | Paris Saint-Germain                           |
| ------------------------------------------------ | ------ | --------------------------------------------- |
| Atar 48', 90+5' Avidor 68' Medunjanin 83' (pen.) | Report | Hoarau 40' (pen.) Giuly 64' Nenê 90+3' (pen.) |

PSG won 5–4 on aggregate.
| Tavriya Simferopol | 1 – 3  | Bayer Leverkusen                                 |
| ------------------ | ------ | ------------------------------------------------ |
| Idahor 5' (pen.)   | Report | Vidal 50' (pen.) Holaydo 74' (o.g.) Castro 90+2' |

Bayer Leverkusen won 6–1 on aggregate.
| Gent                        | 2 – 0  | Feyenoord |
| --------------------------- | ------ | --------- |
| Soumahoro 34' Coulibaly 62' | Report |           |

AA Gent won 2–1 on aggregate.
| AEK Atena | 1 – 1  | Dundee United |
| --------- | ------ | ------------- |
| Diop 23'  | Report | Daly 78'      |

AEK Atena won 2–1 on aggregate.
| Stuttgart               | 2 – 2  | Slovan Bratislava        |
| ----------------------- | ------ | ------------------------ |
| Gebhart 56' Gentner 64' | Report | Dobrotka 9' Sylvestr 52' |

Stuttgart won 3–2 on aggregate.
| Lech Poznań | 0 – 0  | Dnipro Dnipropetrovsk |
| ----------- | ------ | --------------------- |
|             | Report |                       |

Lech Poznań won 1–0 on aggregate.
| Utrecht                                                 | 4 – 0  | Celtic |
| ------------------------------------------------------- | ------ | ------ |
| Van Wolfswinkel 12' (pen.), 19' (pen.), 46' Maguire 62' | Report |        |

Utrecht won 4–2 on aggregate.
| The New Saints            | 2 – 2  | CSKA Sofia            |
| ------------------------- | ------ | --------------------- |
| M. Williams 13' Evans 61' | Report | Aquaro 10' Tiboni 79' |

CSKA Sofia won 5–2 on aggregate.
| Karpaty Lviv    | 1 – 1  | Galatasaray |
| --------------- | ------ | ----------- |
| Fedetskiy 90+3' | Report | Aydin 90+1' |

Karpaty Lviv 3–3 Galatasaray on aggregate. Karpaty Lviv won on away goals.
| Maribor                               | 3 – 2  | Palermo            |
| ------------------------------------- | ------ | ------------------ |
| Tavares 14' Iličić 58' Anđelković 89' | Report | Hernández 62', 68' |

Palermo won 5–3 on aggregate.
| Lille                         | 2 – 0  | Vaslui |
| ----------------------------- | ------ | ------ |
| Cabaye 69' (pen.) Chedjou 80' | Report |        |

Lille won 2–0 on aggregate.
| Elfsborg | 0 – 2  | Napoli          |
| -------- | ------ | --------------- |
|          | Report | Cavani 29', 38' |

Napoli won 3–0 on aggregate.
| Juventus      | 1 – 0  | Sturm Graz |
| ------------- | ------ | ---------- |
| Del Piero 53' | Report |            |

Juventus won 3–1 on aggregate.
| Aston Villa               | 2 – 3  | Rapid Wien                            |
| ------------------------- | ------ | ------------------------------------- |
| Agbonlahor 22' Heskey 76' | Report | Nuhiu 52' Sonnleitner 78' Gartler 81' |

Rapid Wien won 4–3 on aggregate.
| Motherwell | 0 – 1  | Odense    |
| ---------- | ------ | --------- |
|            | Report | Utaka 28' |

Odense won 3–1 on aggregate.
| Fenerbahçe | 1 – 1 (d.p.) | PAOK            |
| ---------- | ------------ | --------------- |
| Emre 51'   | Report       | Muslimović 102' |

PAOK won 2–1 on aggregate.
| Manchester City                | 2 – 0  | Timișoara |
| ------------------------------ | ------ | --------- |
| Wright-Phillips 43' Boyata 59' | Report |           |

Manchester City won 3–0 on aggregate.
| Dinamo Zagreb                   | 2 – 1  | Győri ETO  |
| ------------------------------- | ------ | ---------- |
| Sammir 45+2' (pen.), 84' (pen.) | Report | Ceolin 17' |

Dinamo Zagreb won 4–1 on aggregate.
| Porto                                  | 4 – 2  | Genk            |
| -------------------------------------- | ------ | --------------- |
| Hulk 36', 59' (pen.), 63' Fernando 53' | Report | Vossen 22', 56' |

Porto won 7–2 on aggregate.
Notes
- Note 67: Played in Baku at Tofiq Bahramov Stadium as Qarabağ's Guzanli Olympic Stadium did not meet UEFA criteria.
- Note 68: Played in București at Stadionul Steaua as Unirea Urziceni's Stadionul Tineretului did not meet UEFA criteria.
- Note 69: Played in Piraeus at Karaiskakis Stadium as AEK Atena's Olympic Stadium was deemed unsuitable due to the quality of the playing surface.[2] Initially, it would be played in Atena at Nea Smyrni Stadium but it was vandalised by Panionios ultras who have a fierce violent rivalry with AEK Atena's ultras. As a result of this, UEFA decreed that no AEK fans would be allowed to watch the match inside the stadium.[3]
- Note 70: Played in Wrexham at Racecourse Ground as The New Saints chose to move the match from their Park Hall ground to increase revenue.